# Minn hinsti dans
"Minn hinsti dans" (português "A minha dança final") foi a canção que representou a Islândia no Festival Eurovisão da Canção 1997 que teve lugar em 3 de maio de 1997.
A referida canção foi interpretada em islandês por Paul Oscar ( um antigo drag queen). Foi a vigésima-quinta e última canção a ser interpretada na noite do evento,a seguir à canção britânica "Love Shine a Light", interpretada por Katrina and the Waves. Terminou a competição em 20º lugar, tendo recebido um total de 18 pontos. Com a rápida expansão do Concurso, foi tomada a decisão de  restringir a entrada no Festival Eurovisão da Canção 1998 para os países que tinham alcançado a melhor média dos últimos cinco anos, um grupo que não incluía a Islândia. A Islândia voltaria a participar em Festival Eurovisão da Canção 1999 com a canção "All Out Of Luck", interpretada por Selma. Até o concurso de 2013, foi a última canção a representar a Islândia no Festival Eurovisão da Canção, interpretada em islandês. Desde 1999 que todas as canções islandesas participantes naquele certame  têm sido interpretadas em inglês.

## Autores
- Letrista: Páll Óskar Hjálmtýsson
- Compositor: Páll Óskar Hjálmtýsson,
Trausti Haraldsson
- Orquestrador: Szymon Kuran

## Letra
A canção é cantada na perspetiva de um homem que viveu uma vida hedonista - " champanhe Cristal , pérolas porcelana / diamantes para o jantar , o amor de sobremesa "- e que parece estar dando a este estilo de vida para cima ou para preparar-se para morrer (a letras não é clara quanto a este ponto ). Ele canta, no entanto, que " nunca me arrependo de nada , nunca se arrepende ". O desempenho envolveu Paulo e sua dançarinas realizando gestos kinky e adoptar poses sexualmente sugestivas .

## Versões
Paul Oscar gravou também esta canção em inglês e em francês
- "My dear" (inglês)
- "Mon ultime danse"